# Hrabstwo Fayette (Georgia)

Piramida wieku hrabstwa

Hrabstwo Fayette (ang. Fannin County) – hrabstwo w stanie Georgia w Stanach Zjednoczonych. Od końca XX wieku jest częścią obszaru metropolitalnego Atlanty.

## Geografia
Według spisu z 2000 roku obszar całkowity hrabstwa obejmuje powierzchnię 199,25 mil2 (516,06 km²), z czego 197,05 mil2 (510,36 km²) stanowią lądy, a 2,20 mil2 (5,7 km²) stanowią wody. Według szacunków United States Census Bureau w roku 2010 miało 106 567 mieszkańców. Jego siedzibą administracyjną jest Fayetteville.

### Sąsiednie hrabstwa
- Hrabstwo Fulton (północ)
- Hrabstwo Clayton (wschód)
- Hrabstwo Spalding (południe)
- Hrabstwo Coweta (zachód)

### Miejscowości
- Brooks
- Fayetteville
- Peachtree City
- Tyrone
- Woolsey

## Demografia
Według spisu w 2020 roku liczy 119,2 tys. mieszkańców, co oznacza wzrost o 11,8% od poprzedniego spisu z roku 2010. Według danych z 2020 roku, 64,5% populacji stanowili biali (60,5% nie licząc Latynosów), następnie 23,5% to byli czarnoskórzy lub Afroamerykanie, 4,4% Azjaci, 4,1% było rasy mieszanej, 0,15% to rdzenna ludność Ameryki i 0,17% pochodziło z wysp Pacyfiku. Latynosi stanowili 7,3% populacji.
Poza osobami pochodzenia afroamerykańskiego, do największych grup należały osoby pochodzenia „amerykańskiego” (10,2%), angielskiego (10,1%), irlandzkiego (9,5%), niemieckiego (9,3%), meksykańskiego (3,4%), szkockiego lub szkocko–irlandzkiego (3,3%) i włoskiego (3,0%).

## Religia
W 2020 roku największe denominacje w hrabstwie, to: Południowa Konwencja Baptystów (25,6 tys. członków), Kościół katolicki (21,7 tys.), Zjednoczony Kościół Metodystyczny (10,6 tys.) i Kościoły Chrystusowe (4,4 tys.). Lokalne bezdenominacyjne zbory ewangelikalne zrzeszały 13,7 tys. członków w 25 zborach. Ponadto co najmniej 1 tys. członków mieli także: mormoni, świadkowie Jehowy, muzułmanie, luteranie, zielonoświątkowcy i konserwatywni prezbiterianie.

## Polityka
W wyborach prezydenckich w 2020 roku, 52,7% głosów otrzymał Donald Trump i 45,9% przypadło dla Joe Bidena.